# Amblyscirtes aesculapius
Amblyscirtes aesculapius (bướm nhảy lề đường cánh ren) là một loài bướm ngày thuộc họ Bướm nhảy. Nó được tìm thấy ở miền đông Oklahoma và miền đông Texas, phía đông đến đông nam Virginia, phía nam dọc theo Bờ biển Đại Tây Dương đến phía bắc Florida.

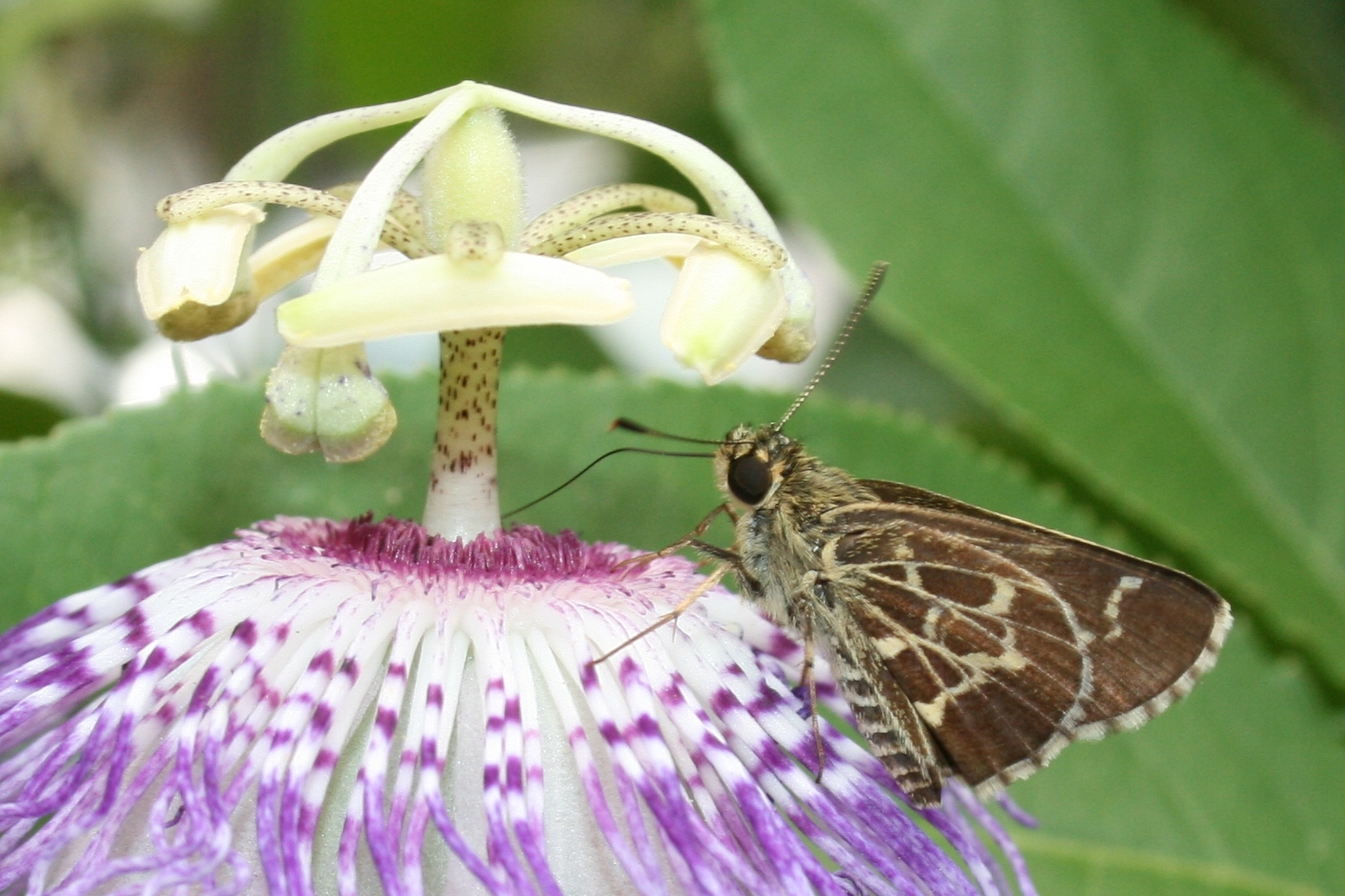

Sải cánh dài 30–38 mm. Con trưởng thành bay từ tháng 3 đến tháng 9. Chúng sinh hai lứa mỗi năm.
Ấu trùng ăn các loài chi Sặt. Những con trưởng thành ăn mật hoa từ nhiều loài hoa khác nhau, bao gồm cây chân voi, cây ớt ngọt, quả mâm xôi, đậu chẽ ba hoa trắng, selfheal và dogbane.

## Hình ảnh

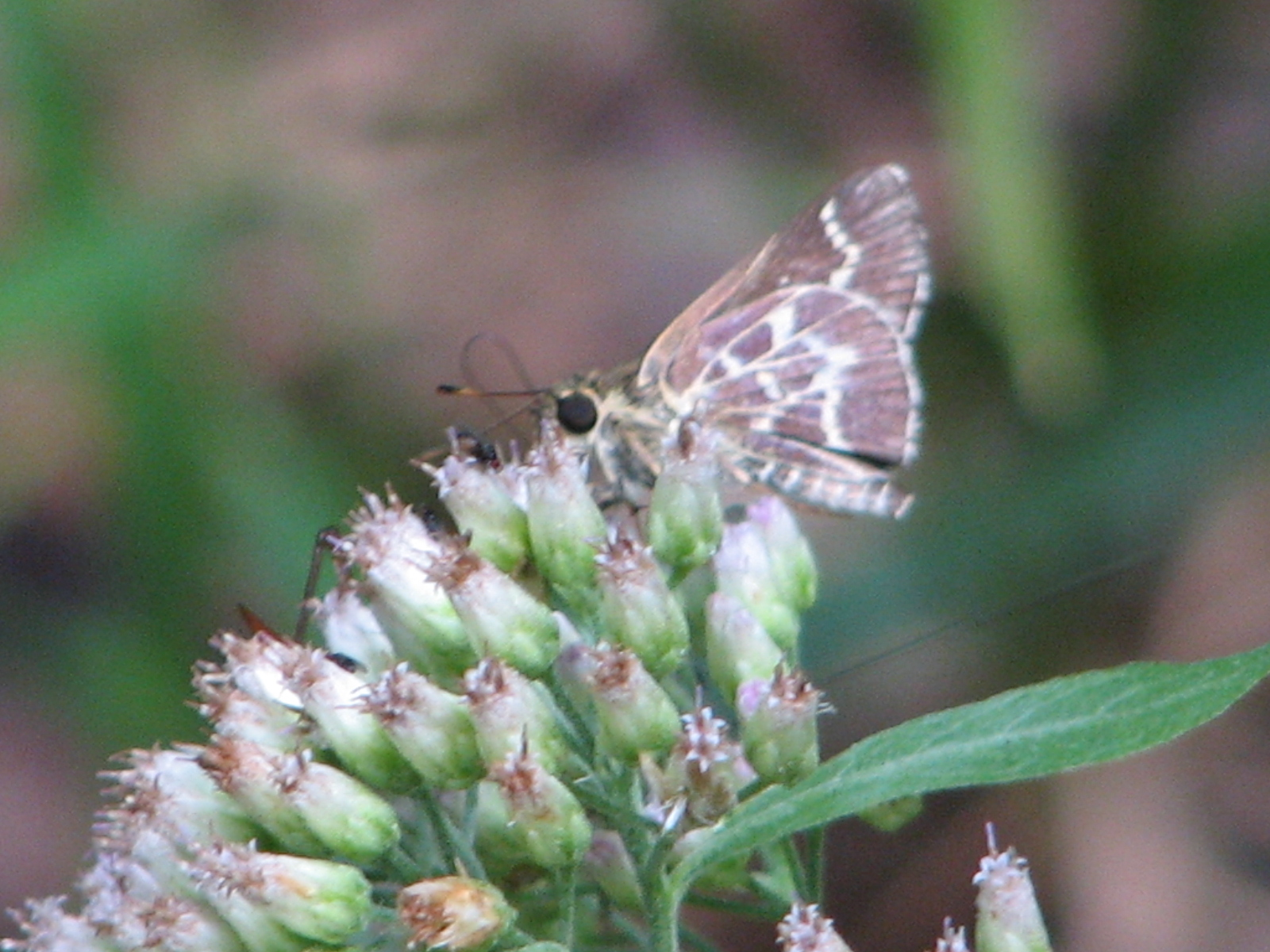